# ناحیه ایدسولد، شهرستان لیون، مینه سوتا
ناحیه ایدسولد (به انگلیسی: Eidsvold Township) یک منطقهٔ مسکونی در ایالات متحده آمریکا است که در شهرستان لیون، مینه‌سوتا واقع شده‌است.
 ناحیه ایدسولد ۸۷٫۰ کیلومتر مربع مساحت و ۲۲۳ نفر جمعیت دارد و ۳۵۸ متر بالاتر از سطح دریا واقع شده‌است.